# Rouxinol

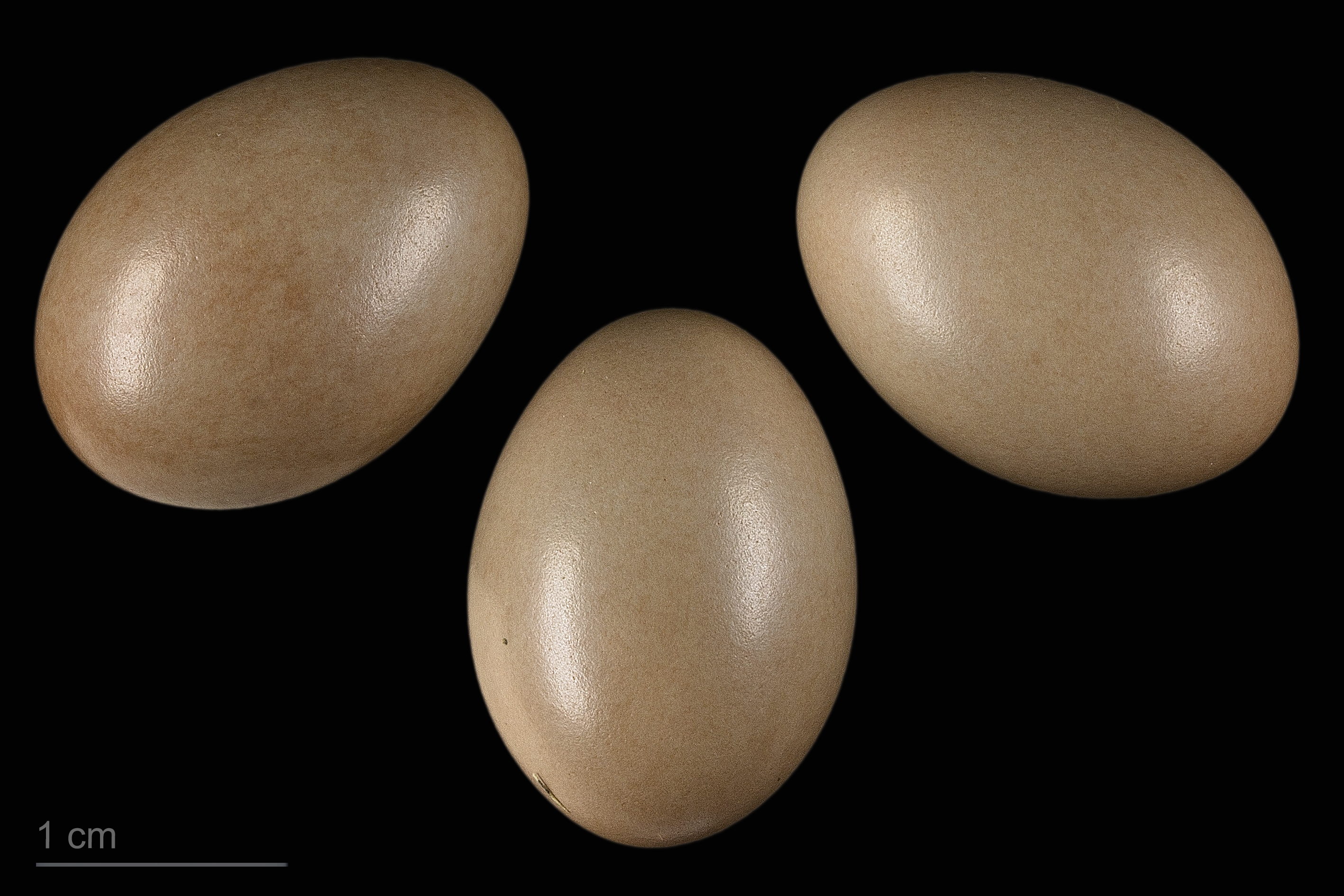
Luscinia megarhynchos megarhynchos - MHNT

O rouxinol (nome científico: Luscinia megarhynchos), também conhecido como rouxinol-comum ou rouxinol-meridional, é uma espécie de ave passeriforme anteriormente classificada como um membro da família Turdidae, porém estudos filogenéticos mostraram que a ave pertencente à família dos muscicapídeos, que são restritos ao Velho Mundo.
O rouxinol foi catalogado como "pouco preocupante" pela Lista Vermelha da IUCN.
O canto do rouxinol tem sido descrito como um dos sons mais bonitos na natureza, inspirando canções, contos de fadas, ópera, livros e uma enorme quantidade de poesia.
Normalmente, esta pequena ave esconde-se no meio de vegetação densa e raramente pousa à vista.

## Descrição
É uma espécie insectívora e migratória estival, procriando em florestas e moitas na Europa e no sudoeste da Ásia. A sua distribuição estende-se mais a sul do que o seu parente próximo Luscinia luscinia. Nidifica no chão, dentro ou perto de densos arbustos. Inverna no sul de África. Pelo menos na Renânia (Alemanha), o habitat de reprodução dos rouxinóis está de acordo com certo número de parâmetros geográficos.
- menos de 400 m (1300 ft) acima do nível do mar
- temperatura durante a época de crescimento acima de 14 °C (57 °F)
- mais de 20 dias/ano em
- precipitação anual menor que 750m
- índice de aridez inferior a 0,35
- longe de dosseis flores

## Aparência e canto
O rouxinol é um pouco menor que o pisco-de-peito-ruivo, com 15–16,5 cm (5,9–6,5 in) de comprimento. É castanho claro em cima, excepto a cauda ligeiramente avermelhada e branco sujo em baixo. Os sexos são similares. É uma ave tímida, escondendo-se geralmente no meio da vegetação densa e raramente se deixa ver.
O canto destas aves pode ouvir-se a partir de finais de março ou princípios de abril, mas em junho começa a calar-se e, em agosto, abala com destino a África.
O rouxinol pode ser ouvido a cantar de dia e de noite. Escritores antigos afirmavam que era a fêmea que cantava, quando é de facto o macho a fazê-lo. O canto é muito alto, com uma impressionante variedade de assobios, trinados e gorgolejos e é particularmente audível à noite, porque, sendo uma ave tímida, poucas aves estão cantando e o som se propaga por maiores distâncias. É por essa razão que o seu nome inclui a palavra "noite" em muitos idiomas. O canto de um rouxinol adulto contém mais de duzentas e cinquenta variações.
Apenas os machos sem par cantam regularmente de noite, e o canto nocturno serve para atrair uma parceira. O canto de madrugada, um pouco antes do nascer do sol, é assumido como sendo importante na defesa do território da ave. Os rouxinóis cantam ainda mais alto em zonas urbanas, para superarem o ruído de fundo. O traço mais característicos do canto é o seu alto e continuo crescendo ao contrário do seu parente próximo Luscinia luscinia, que tem um canto parecido com o som de alarme de um sapo.

## Simbolismo
O rouxinol é um símbolo importante para poetas de várias idades, acabando por assumir uma série de conotações simbólicas. Homero evoca o rouxinol na Odisseia, sugerindo o mito de Filomela e Progne (onde uma das duas, dependendo da versão do mito, se transforma num rouxinol). Este mito é também foco na tragédia de Sófocles, Tereus, onde apenas alguns fragmentos se mantêm. Ovídio, também, na sua Metamorfoses, inclui a versão mais popular deste mito, imitado e alterado por outros poetas, incluindo Chrétien de Troyes, Geoffrey Chaucer, John Gower, e George Gascoigne. "The Waste Land", de T.S. Eliot, também evoca o canto do rouxinol (e o mito de Filomela e Progne). Por causa da violência associada ao mito, o canto do rouxinol foi durante longo tempo associado a um lamento.
O rouxinol também tem sido usado como um símbolo dos poetas ou da sua poesia. Os poetas escolheram o rouxinol como um símbolo por causa da sua música criativa e aparentemente espontânea.
"Aves", de Aristófanes e também Calímaco, ambos evocam o canto da ave como uma forma de poesia. Virgílio compara o luto de Orfeu com o "lamento do rouxinol".
No soneto "Sonnet 102", Shakespeare compara a sua poesia de amor ao canto do rouxinol (Filomela):
"Nosso amor era novo, e, em seguida, na Primavera,
Quando eu estava acostumado a saudá-la com a minha disposição;
Como Filomela canta no acaso do Verão,
E pára de assobiar no crescimento de dias mais maduros:"
Durante a era do Romantismo, o simbolismo da ave voltou de novo a mudar: os poetas viam a ave não apenas como um poeta no seu pleno direito, mas também como "mestre na arte superior que conseguia inspirar qualquer poeta humano".
Para alguns poetas românticos, o rouxinol começou a ter mesmo as qualidades de uma musa. Coleridge e Wordsworth viam o rouxinol como um exemplo singular de criação poética: o rouxinol tornava-se a voz da natureza. No seu poema "Ode ao Rouxinol", John Keats imagina o rouxinol como o poeta ideal que alcançou a poesia que Keats ansiava por escrever. Invocando uma concepção semelhante do rouxinol, Percy Bysshe Shelley escreveu no seu "Uma Defesa da Poesia":
"Um poeta é um rouxinol que se senta na escuridão e canta com doces sons para alegrar a sua própria solidão; os seus ouvintes são como homens encantados com a melodia de um músico invisível, que sentem que estão a ser movidos e suavizados, mas não sabem de onde ou porquê".

## Cultura popular
- O Aēdōn (Grego: Ὰηδών, "Rouxinol") é uma personagem menor na tragédia de Aristófanes de 414 a.C. "As Aves".
- O "Mocho e o Rouxinol" (século XII ou XIII), é um poema em Inglês médio sobre um diálogo entre estas duas aves.
- "A Nightingale Sang in Berkeley Square" (pt: Um Rouxinol Cantou na Praça Berkeley) era uma das mais populares canções no Reino Unido durante a Segunda Guerra Mundial.
- "Ode ao Rouxinol" de John Keats foi descrito por Edmund Clarence Stedman como "umas das nossas líricas em inglês que me parece... o mais próximo da perfeição, o ultimo que iria entregar"[15] e por Algernon Charles Swinburne como "uma das grandes obras primas de todos os tempos e de todas as idades".[16]
- O soneto de John Milton "Ao Rouxinol" contrasta com o simbolismo do rouxinol como uma ave para apaixonados, com o cuco como um pássaro que era chamado quando esposas eram infiéis (ou "traídas") pelos seus maridos.
- O amor do rouxinol pela rosa é muito usado, muitas vezes metaforicamente, na literatura persa.[17]
- A beleza do canto do rouxinol é tema de um conto de Hans Christian Andersen "O Rouxinol" (1843).[18]
- Em "A Ave das Sombras e a Ave-Sol", um conto de fadas de Maud Margaret Key Statwell, uma jovem menina deseja ser um rouxinol.
- Um rouxinol está representado no reverso de uma moeda de 1 kuna na Croácia desde 1993.[19]
- Uma gravação de um canto de um rouxinol está incluído em "The Pines of Janiculum", o terceiro movimento do poema sinfónico de Ottorino Respighi "Pini di Roma" (Pináculos de Roma) (1924).